# 89가지 마음
89가지 마음(영어: eighty-nine cittas, eighty-nine consciousnesses)은 특히 상좌부의 교학과 아비담마 그리고 수행에서 사용하는 용어로, 욕계 · 색계 · 무색계 · 출세간에 속한 총 89가지의 마음을 말한다. 아비담마에 따르면, 89가지 마음은 모두 대상의 인식, 즉, 앎이라는 동일한 본질적인 성질을 가지기 때문에 실제로는 하나의 마음이다. 즉, 89가지 마음이란 하나의 마음의 89가지 유형 또는 상태이다. 한편, 89가지 마음 중 출세간의 마음을 세분하여 총 121가지 마음이 있는 것으로 말하기도 한다.
- 욕계 마음 一 54가지 一 누적 54가지
      - 해로운 마음 一 12가지 一 누적 12가지
  - 원인 없는 마음 一 18가지 一 누적 30가지 
  - 욕계 아름다운 마음 一 24가지 一 누적 54가지
- 색계 마음 一 15가지 一 누적 69가지
      - 색계 유익한 마음 一 5가지 一 누적 59가지
  - 색계 과보의 마음 一 5가지 一 누적 64가지
  - 색계 작용만 하는 마음 一 5가지 一 누적 69가지
- 무색계 마음 一 12가지 一 누적 81가지
      - 무색계 유익한 마음 一 4가지 一 누적 73가지
  - 무색계 과보의 마음 一 4가지 一 누적 77가지
  - 무색계 작용만 하는 마음 一 4가지 一 누적 81가지
- 출세간의 마음 一 8가지 一 누적 89가지
      - 출세간의 유익한 마음 一 4가지 一 누적 85가지
  - 출세간의 과보의 마음 一 4가지 一 누적 89가지

## 목록
- 욕계 마음 一 54가지 一 누적 54가지
      - 해로운 마음 一 12가지 一 누적 12가지
                     - 탐욕에 뿌리박은 마음 一 8가지
    - 성냄에 뿌리박은 마음 一 2가지
    - 어리석음에 뿌리박은 마음 一 2가지

  - 원인 없는 마음 一 18가지 一 누적 30가지
                     - 해로운 과보의 마음 一 7가지
    - 원인 없는 유익한 과보의 마음 一 8가지
    - 원인 없는 작용만 하는 마음 一 3가지

  - 욕계 아름다운 마음 一 24가지 一 누적 54가지
                     - 욕계 유익한 마음 一 8가지
    - 욕계 과보의 마음 一 8가지
    - 욕계 작용만 하는 마음 一 8가지
- 색계 마음 一 15가지 一 누적 69가지
      - 색계 유익한 마음 一 5가지 一 누적 59가지
  - 색계 과보의 마음 一 5가지 一 누적 64가지
  - 색계 작용만 하는 마음 一 5가지 一 누적 69가지
- 무색계 마음 一 12가지 一 누적 81가지
      - 무색계 유익한 마음 一 4가지 一 누적 73가지
  - 무색계 과보의 마음 一 4가지 一 누적 77가지
  - 무색계 작용만 하는 마음 一 4가지 一 누적 81가지
- 출세간의 마음 一 8가지 一 누적 89가지
      - 출세간의 유익한 마음 一 4가지 一 누적 85가지
  - 출세간의 과보의 마음 一 4가지 一 누적 89가지

## 세부 목록
- 욕계 마음 一 54가지 一 누적 54가지
      - 해로운 마음 一 12가지 一 누적 12가지
                     - 탐욕에 뿌리박은 마음 一 8가지 一 누적 8가지
                                    1. 기쁨이 함께한, 사견과 결합한, 자극받지 않은 마음
      2. 기쁨이 함께한, 사견과 결합한, 자극받은 마음
      3. 기쁨이 함께한, 사견과 결합하지 않은, 자극받지 않은 마음
      4. 기쁨이 함께한, 사견과 결합하지 않은, 자극받은 마음
      5. 평온이 함께한, 사견과 결합한, 자극받지 않은 마음
      6. 평온이 함께한, 사견과 결합한, 자극받은 마음
      7. 평온이 함께한, 사견과 결합하지 않은, 자극받지 않은 마음
      8. 평온이 함께한, 사견과 결합하지 않은, 자극받은 마음

    - 성냄에 뿌리박은 마음 一 2가지 一 누적 10가지
                                    1. 불만족이 함께한, 적의와 결합한, 자극받지 않은 마음
      2. 불만족이 함께한, 적의와 결합한, 자극받은 마음

    - 어리석음에 뿌리박은 마음 一 2가지 一 누적 12가지
                                    1. 평온이 함께한, 의심과 결합한 마음
      2. 평온이 함께한, 들뜸과 결합한 마음

  - 원인 없는 마음 一 18가지 一 누적 30가지
                     - 해로운 과보의 마음 一 7가지 一 누적 19가지
                                    1. 평온이 함께한 안식
      2. 평온이 함께한 이식
      3. 평온이 함께한 비식
      4. 평온이 함께한 설식
      5. 고통이 함께한 신식
      6. 평온이 함께한 받아들이는 마음
      7. 평온이 함께한 조사하는 마음

    - 원인 없는 유익한 과보의 마음 一 8가지 一 누적 27가지
                                    1. 평온이 함께한 안식
      2. 평온이 함께한 이식
      3. 평온이 함께한 비식
      4. 평온이 함께한 설식
      5. 즐거움이 함께한 신식
      6. 평온이 함께한 받아들이는 마음
      7. 기쁨이 함께한 조사하는 마음
      8. 평온이 함께한 조사하는 마음

    - 원인 없는 작용만 하는 마음 一 3가지 一 누적 30가지
                                    1. 평온이 함께한 오문전향의 마음
      2. 평온이 함께한 의문전향의 마음
      3. 기쁨이 함께한 미소 짓는 마음

  - 욕계 아름다운 마음 一 24가지 一 누적 54가지
                     - 욕계 유익한 마음 一 8가지 一 누적 38가지
                                    1. 기쁨이 함께한, 지혜와 결합한, 자극받지 않은 마음
      2. 기쁨이 함께한, 지혜와 결합한, 자극받은 마음
      3. 기쁨이 함께한, 지혜와 결합하지 않은, 자극받지 않은 마음
      4. 기쁨이 함께한, 지혜와 결합하지 않은, 자극받은 마음
      5. 평온이 함께한, 지혜와 결합한, 자극받지 않은 마음
      6. 평온이 함께한, 지혜와 결합한, 자극받은 마음
      7. 평온이 함께한, 지혜와 결합하지 않은, 자극받지 않은 마음
      8. 평온이 함께한, 지혜와 결합하지 않은, 자극받은 마음

    - 욕계 과보의 마음 一 8가지 一 누적 46가지
                                    1. 기쁨이 함께한, 지혜와 결합한, 자극받지 않은 마음
      2. 기쁨이 함께한, 지혜와 결합한, 자극받은 마음
      3. 기쁨이 함께한, 지혜와 결합하지 않은, 자극받지 않은 마음
      4. 기쁨이 함께한, 지혜와 결합하지 않은, 자극받은 마음
      5. 평온이 함께한, 지혜와 결합한, 자극받지 않은 마음
      6. 평온이 함께한, 지혜와 결합한, 자극받은 마음
      7. 평온이 함께한, 지혜와 결합하지 않은, 자극받지 않은 마음
      8. 평온이 함께한, 지혜와 결합하지 않은, 자극받은 마음

    - 욕계 작용만 하는 마음 一 8가지 一 누적 54가지
                                    1. 기쁨이 함께한, 지혜와 결합한, 자극받지 않은 마음
      2. 기쁨이 함께한, 지혜와 결합한, 자극받은 마음
      3. 기쁨이 함께한, 지혜와 결합하지 않은, 자극받지 않은 마음
      4. 기쁨이 함께한, 지혜와 결합하지 않은, 자극받은 마음
      5. 평온이 함께한, 지혜와 결합한, 자극받지 않은 마음
      6. 평온이 함께한, 지혜와 결합한, 자극받은 마음
      7. 평온이 함께한, 지혜와 결합하지 않은, 자극받지 않은 마음
      8. 평온이 함께한, 지혜와 결합하지 않은, 자극받은 마음
- 색계 마음 一 15가지 一 누적 69가지
      - 색계 유익한 마음 一 5가지 一 누적 59가지
                     1. 일으킨 생각 · 지속적 고찰 · 희열 · 행복 · 집중이 함께하는 초선의 유익한 마음
    2. 지속적 고찰 · 희열 · 행복 · 집중이 함께하는 제2선의 유익한 마음
    3. 희열 · 행복 · 집중이 함께하는 제3선의 유익한 마음
    4. 행복 · 집중이 함께하는 제4선의 유익한 마음
    5. 평온 · 집중이 함께하는 제5선의 유익한 마음

  - 색계 과보의 마음 一 5가지 一 누적 64가지
                     1. 일으킨 생각 · 지속적 고찰 · 희열 · 행복 · 집중이 함께하는 초선의 과보의 마음
    2. 지속적 고찰 · 희열 · 행복 · 집중이 함께하는 제2선의 과보의 마음
    3. 희열 · 행복 · 집중이 함께하는 제3선의 과보의 마음
    4. 행복 · 집중이 함께하는 제4선의 과보의 마음
    5. 평온 · 집중이 함께하는 제5선의 과보의 마음

  - 색계 작용만 하는 마음 一 5가지 一 누적 69가지
                     1. 일으킨 생각 · 지속적 고찰 · 희열 · 행복 · 집중이 함께하는 초선의 작용만 하는 마음
    2. 지속적 고찰 · 희열 · 행복 · 집중이 함께하는 제2선의 작용만 하는 마음
    3. 희열 · 행복 · 집중이 함께하는 제3선의 작용만 하는 마음
    4. 행복 · 집중이 함께하는 제4선의 작용만 하는 마음
    5. 평온 · 집중이 함께하는 제5선의 작용만 하는 마음
- 무색계 마음 一 12가지 一 누적 81가지
      - 무색계 유익한 마음 一 4가지 一 누적 73가지
                     1. 공무변처의 유익한 마음
    2. 식무변처의 유익한 마음
    3. 무소유처의 유익한 마음
    4. 비상비비상처의 유익한 마음

  - 무색계 과보의 마음 一 4가지 一 누적 77가지
                     1. 공무변처의 과보의 마음
    2. 식무변처의 과보의 마음
    3. 무소유처의 과보의 마음
    4. 비상비비상처의 과보의 마음

  - 무색계 작용만 하는 마음 一 4가지 一 누적 81가지
                     1. 공무변처의 작용만 하는 마음
    2. 식무변처의 작용만 하는 마음
    3. 무소유처의 작용만 하는 마음
    4. 비상비비상처의 작용만 하는 마음
- 출세간의 마음 一 8가지 一 누적 89가지
      - 출세간의 유익한 마음 一 4가지 一 누적 85가지
                     1. 예류도의 마음
    2. 일래도의 마음
    3. 불환도의 마음
    4. 아라한도의 마음

  - 출세간의 과보의 마음 一 4가지 一 누적 89가지
                     1. 예류과의 마음
    2. 일래과의 마음
    3. 불환과의 마음
    4. 아라한과의 마음

## 팔리어 · 영어 병기 목록

### 욕계 마음
- 욕계 마음 一 54가지 一 누적 54가지[3]

kāmāvacaracittāni
                                                 
Sense-Sphere Consciousness
      - 해로운 마음 一 12가지 一 누적 12가지
                
akusalacittāni
                
Unwholesome Consciousness
                     - 탐욕에 뿌리박은 마음 一 8가지 一 누적 8가지
                              
lobhamūlacittāni
                              
Consciousness Rooted in Greed
                                   1. 기쁨이 함께한, 사견과 결합한, 자극받지 않은 마음
                                          
Somanassasahagataṁ diṭṭhigatasampayuttaṁ asaṁkhārikam ekaṁ.
                                          
One consciousness, accompanied by joy, associated with wrong view, unprompted.
                                    
      2. 기쁨이 함께한, 사견과 결합한, 자극받은 마음
                                          
Somanassasahagataṁ diṭṭhigatasampayuttaṁ sasaṁkhārikam ekaṁ.
                                          
One consciousness, accompanied by joy, associated with wrong view, prompted.
                                    
      3. 기쁨이 함께한, 사견과 결합하지 않은, 자극받지 않은 마음
                                          
Somanassasahagataṁ diṭṭhigatavippayuttaṁ asaṁkhārikam ekaṁ.
                                          
One consciousness, accompanied by joy, dissociated from wrong view, unprompted.
                                    
      4. 기쁨이 함께한, 사견과 결합하지 않은, 자극받은 마음
                                          
Somanassasahagataṁ diṭṭhigatavippayuttaṁ sasaṁkhārikam ekaṁ.
                                          
One consciousness, accompanied by joy, dissociated from wrong view, prompted.
                                    
      5. 평온이 함께한, 사견과 결합한, 자극받지 않은 마음
                                          
Upekkhāsahagataṁ diṭṭhigatasampayuttaṁ asaṁkhārikam ekaṁ.
                                          
One consciousness, accompanied by equanimity, associated with wrong view, unprompted.
                                    
      6. 평온이 함께한, 사견과 결합한, 자극받은 마음
                                          
Upekkhāsahagataṁ diṭṭhigatasampayuttaṁ sasaṁkhārikam ekaṁ.
                                          
One consciousness, accompanied by equanimity, associated with wrong view, prompted.
                                    
      7. 평온이 함께한, 사견과 결합하지 않은, 자극받지 않은 마음
                                          
Upekkhāsahagataṁ diṭṭhigatavippayuttaṁ asaṁkhārikam ekaṁ
                                          
One consciousness, accompanied by equanimity, dissociated from wrong view, unprompted.
                                    
      8. 평온이 함께한, 사견과 결합하지 않은, 자극받은 마음
                                          
Upekkhāsahagataṁ diṭṭhigatavippayuttaṁ asaṁkhārikam ekaṁ.
                                          
One consciousness, accompanied by equanimity, dissociated from wrong view, prompted.
                                    

    - 성냄에 뿌리박은 마음 一 2가지 一 누적 10가지
                              
dosamūlacittāni
                              
Consciousness Rooted in Hatred
                                    1. 불만족이 함께한, 적의와 결합한, 자극받지 않은 마음
                                          
Domanassasahagataṁ paṭighasampayuttaṁ asaṁkhārikam ekaṁ.
                                          
One consciousness, accompanied by displeasure, associated with aversion, unprompted.
                                    
      2. 불만족이 함께한, 적의와 결합한, 자극받은 마음
                                          
Domanassasahagataṁ paṭighasampayuttaṁ sasaṁkhārikam ekan ti.
                                          
One consciousness, accompanied by displeasure, associated with aversion, prompted.
                                    

    - 어리석음에 뿌리박은 마음 一 2가지 一 누적 12가지
                              
mohamūlacittāni
                              
Consciousness Rooted in Delusion
                                    1. 평온이 함께한, 의심과 결합한 마음
                                          
Upekkhāsahagataṁ vicikicchāsampayuttam ekaṁ.
                                          
One consciousness, accompanied by equanimity, associated with doubt.
                                    
      2. 평온이 함께한, 들뜸과 결합한 마음
                                          
Upekkhāsahagataṁ uddhaccasampayuttam ekan ti.
                                          
One consciousness, accompanied by equanimity, associated with restlessness.
                                    

  - 원인 없는 마음 一 18가지 一 누적 30가지
                
ahetukacittāni
                
Rootless Consciousness
                     - 해로운 과보의 마음 一 7가지 一 누적 19가지
                              
akusalavipākacittāni
                              
Unwholesome Resultant Consciousness
                                    1. 평온이 함께한 안식
                                          
Upekkhāsahagataṁ cakkhuviññāṇaṁ; tathā
                                          
Eye-consciousness accompanied by equanimity; as are
                                    
      2. 평온이 함께한 이식
                                          
Sotaviññāṇaṁ;
                                          
Ear-consciousness;
                                    
      3. 평온이 함께한 비식
                                          
Ghānaviññāṇaṁ;
                                          
Nose-consciousness;
                                    
      4. 평온이 함께한 설식
                                          
Jivhāviññāṇaṁ;
                                          
Tongue-consciousness;
                                    
      5. 고통이 함께한 신식
                                          
Dukkhasahagataṁ kāyaviññāṇaṁ;
                                          
Body-consciousness accompanied by pain;
                                    
      6. 평온이 함께한 받아들이는 마음
                                          
Upekkhāsahagataṁ sampaṭicchanacittaṁ;
                                          
Receiving consciousness accompanied by equanimity;
                                    
      7. 평온이 함께한 조사하는 마음
                                          
Upekkhāsahagataṁ santīraṇacittañ cā ti.
                                          
Investigating consciousness accompanied by equanimity.
                                    

    - 원인 없는 유익한 과보의 마음 一 8가지 一 누적 27가지
                              
kusalavipāka-ahetukacittāni
                              
Wholesome-Resultant Rootless Consciousness
                                    1. 평온이 함께한 안식
                                          
Upekkhāsahagataṁ cakkhuviññāṇaṁ; tathā
                                          
Eye-consciousness accompanied by equanimity; as are
                                    
      2. 평온이 함께한 이식
                                          
Sotaviññāṇaṁ;
                                          
Ear-consciousness;
                                    
      3. 평온이 함께한 비식
                                          
Ghānaviññāṇaṁ;
                                          
Nose-consciousness;
                                    
      4. 평온이 함께한 설식
                                          
Jivhāviññāṇaṁ;
                                          
Tongue-consciousness;
                                    
      5. 즐거움이 함께한 신식
                                          
Sukhasahagataṁ kāyaviññāṇaṁ;
                                          
Body-consciousness accompanied by pleasure;
                                    
      6. 평온이 함께한 받아들이는 마음
                                          
Upekkhāsahagataṁ sampaṭicchanacittaṁ;
                                          
우뻭카- 사하가땅 삼빠띳차나 찟땅
                                          
Receiving consciousness accompanied by equanimity;
                                    
      7. 기쁨이 함께한 조사하는 마음
                                          
Somanassasahagataṁ santīraṇacittaṁ;
                                          
소-마낫사 사하가땅 산띠-라나 찟땅
                                          
Investigating consciousness accompanied by joy;
                                    
      8. 평온이 함께한 조사하는 마음
                                          
Upekkhāsahagataṁ santīraṇacittañ cā ti.
                                          
우뻭카- 사하가땅 산띠-라나 찟땅 짜- 띠
                                          
Investigating consciousness accompanied by equanimity.
                                    

    - 원인 없는 작용만 하는 마음 一 3가지 一 누적 30가지
                              
ahetukakiriya-cittāni
                              
아헤-뚜까 끼리야 찟따-니
                              
Rootless Functional Consciousness
                                    1. 평온이 함께한 오문전향의 마음
                                          
Upekkhāsahagataṁ pañcadvārāvajjanacittaṁ; tathā
                                          
우뻭카- 사하가땅 빤짜드와-라-왓자나 찟땅; 따타-
                                          
Five-sense-door adverting consciousness accompanied by equanimity; as is
                                    
      2. 평온이 함께한 의문전향의 마음
                                          
Manodvārāvajjanacittaṁ;
                                          
마노-드와-라-왓자나 찟땅
                                          
Mind-door adverting consciousness;
                                    
      3. 기쁨이 함께한 미소 짓는 마음
                                          
Somanassasahagataṁ hasituppādacittañ cā ti.
                                          
소-마낫사 사하가땅 하시뚭-빠-다 찟땅 짜- 띠
                                          
Smile-producing consciousness accompanied by joy.
                                    

  - 욕계 아름다운 마음 一 24가지 一 누적 54가지
                
kāmāvacara-sobhanacittāni
                
까-마-와까라 소-바나 찟따-니
                
Sense-Sphere Beautiful Consciousness
                     - 욕계 유익한 마음 一 8가지 一 누적 38가지
                              
kāmāvacara-kusalacittāni
                              
까-마-와까라 꾸살라 찟따-니
                              
Sense-Sphere Wholesome Consciousness
                                    1. 기쁨이 함께한, 지혜와 결합한, 자극받지 않은 마음
                                          
Somanassasahagataṁ ñāṇasampayuttaṁ asaṁkhārikam ekaṁ.
                                          
소-마낫사 사하가땅 나-나 삼빠윳땅  아상카-리깜 에-깡
                                          
One consciousness, accompanied by joy, associated with knowledge, unprompted.
                                    
      2. 기쁨이 함께한, 지혜와 결합한, 자극받은 마음
                                          
Somanassasahagataṁ ñāṇasampayuttaṁ sasaṁkhārikam ekaṁ.
                                          
소-마낫사 사하가땅 나-나 삼빠윳땅 사상카-리깜 에-깡
                                          
One consciousness, accompanied by joy, associated with knowledge, prompted.
                                    
      3. 기쁨이 함께한, 지혜와 결합하지 않은, 자극받지 않은 마음
                                          
Somanassasahagataṁ ñāṇavippayuttaṁ asaṁkhārikam ekaṁ.
                                          
소-마낫사 사하가땅 나-나 윕빠윳땅  아상카-리깜 에-깡
                                          
One consciousness, accompanied by joy, dissociated from knowledge, unprompted.
                                    
      4. 기쁨이 함께한, 지혜와 결합하지 않은, 자극받은 마음
                                          
Somanassasahagataṁ ñāṇavippayuttaṁ sasaṁkhārikam ekaṁ.
                                          
소-마낫사 사하가땅 나-나 윕빠윳땅  사상카-리깜 에-깡
                                          
One consciousness, accompanied by joy, dissociated from knowledge, prompted.
                                    
      5. 평온이 함께한, 지혜와 결합한, 자극받지 않은 마음
                                          
Upekkhāsahagataṁ ñāṇasampayuttaṁ asaṁkhārikam ekaṁ.
                                          
우뻭카- 사하가땅 나-나 삼빠윳땅  아상카-리깜 에-깡
                                          
One consciousness, accompanied by equanimity, associated with knowledge, unprompted.
                                    
      6. 평온이 함께한, 지혜와 결합한, 자극받은 마음
                                          
Upekkhāsahagataṁ ñāṇasampayuttaṁ sasaṁkhārikam ekaṁ.
                                          
우뻭카- 사하가땅 나-나 삼빠윳땅  사상카-리깜 에-깡
                                          
One consciousness, accompanied by equanimity, associated with knowledge, prompted.
                                    
      7. 평온이 함께한, 지혜와 결합하지 않은, 자극받지 않은 마음
                                          
Upekkhāsahagataṁ ñāṇavippayuttaṁ asaṁkhārikam ekaṁ.
                                          
우뻭카- 사하가땅 나-나 윕빠윳땅  아상카-리깜 에-깡
                                          
One consciousness, accompanied by equanimity, dissociated from knowledge, unprompted.
                                    
      8. 평온이 함께한, 지혜와 결합하지 않은, 자극받은 마음
                                          
Upekkhāsahagataṁ ñāṇavippayuttaṁ sasaṁkhārikam ekaṁ.
                                          
우뻭카- 사하가땅 나-나 윕빠윳땅  사상카-리깜 에-깡
                                          
One consciousness, accompanied by equanimity, dissociated from knowledge, prompted.
                                    

    - 욕계 과보의 마음 一 8가지 一 누적 46가지
                              
kāmāvacara-vipākacittāni
                              
까-마-와까라 위빠-까 찟따-니
                              
Sense-Sphere Resultant Consciousness
                                    1. 기쁨이 함께한, 지혜와 결합한, 자극받지 않은 마음
                                          
Somanassasahagataṁ ñāṇasampayuttaṁ asaṁkhārikam ekaṁ.
                                          
소-마낫사 사하가땅 나-나 삼빠윳땅  아상카-리깜 에-깡
                                          
One consciousness, accompanied by joy, associated with knowledge, unprompted.
                                    
      2. 기쁨이 함께한, 지혜와 결합한, 자극받은 마음
                                          
Somanassasahagataṁ ñāṇasampayuttaṁ sasaṁkhārikam ekaṁ.
                                          
소-마낫사 사하가땅 나-나 삼빠윳땅 사상카-리깜 에-깡
                                          
One consciousness, accompanied by joy, associated with knowledge, prompted.
                                    
      3. 기쁨이 함께한, 지혜와 결합하지 않은, 자극받지 않은 마음
                                          
Somanassasahagataṁ ñāṇavippayuttaṁ asaṁkhārikam ekaṁ.
                                          
소-마낫사 사하가땅 나-나 윕빠윳땅  아상카-리깜 에-깡
                                          
One consciousness, accompanied by joy, dissociated from knowledge, unprompted.
                                    
      4. 기쁨이 함께한, 지혜와 결합하지 않은, 자극받은 마음
                                          
Somanassasahagataṁ ñāṇavippayuttaṁ sasaṁkhārikam ekaṁ.
                                          
소-마낫사 사하가땅 나-나 윕빠윳땅  사상카-리깜 에-깡
                                          
One consciousness, accompanied by joy, dissociated from knowledge, prompted.
                                    
      5. 평온이 함께한, 지혜와 결합한, 자극받지 않은 마음
                                          
Upekkhāsahagataṁ ñāṇasampayuttaṁ asaṁkhārikam ekaṁ.
                                          
우뻭카- 사하가땅 나-나 삼빠윳땅  아상카-리깜 에-깡
                                          
One consciousness, accompanied by equanimity, associated with knowledge, unprompted.
                                    
      6. 평온이 함께한, 지혜와 결합한, 자극받은 마음
                                          
Upekkhāsahagataṁ ñāṇasampayuttaṁ sasaṁkhārikam ekaṁ.
                                          
우뻭카- 사하가땅 나-나 삼빠윳땅  사상카-리깜 에-깡
                                          
One consciousness, accompanied by equanimity, associated with knowledge, prompted.
                                    
      7. 평온이 함께한, 지혜와 결합하지 않은, 자극받지 않은 마음
                                          
Upekkhāsahagataṁ ñāṇavippayuttaṁ asaṁkhārikam ekaṁ.
                                          
우뻭카- 사하가땅 나-나 윕빠윳땅  아상카-리깜 에-깡
                                          
One consciousness, accompanied by equanimity, dissociated from knowledge, unprompted.
                                    
      8. 평온이 함께한, 지혜와 결합하지 않은, 자극받은 마음
                                          
Upekkhāsahagataṁ ñāṇavippayuttaṁ sasaṁkhārikam ekaṁ.
                                          
우뻭카- 사하가땅 나-나 윕빠윳땅  사상카-리깜 에-깡
                                          
One consciousness, accompanied by equanimity, dissociated from knowledge, prompted.
                                    

    - 욕계 작용만 하는 마음 一 8가지 一 누적 54가지
                              
kāmāvacara-kriyācittāni
                              
까-마-와까라 끼리야- 찟따-니
                              
Sense-Sphere Functional Consciousness
                                    1. 기쁨이 함께한, 지혜와 결합한, 자극받지 않은 마음
                                          
Somanassasahagataṁ ñāṇasampayuttaṁ asaṁkhārikam ekaṁ.
                                          
소-마낫사 사하가땅 나-나 삼빠윳땅  아상카-리깜 에-깡
                                          
One consciousness, accompanied by joy, associated with knowledge, unprompted.
                                    
      2. 기쁨이 함께한, 지혜와 결합한, 자극받은 마음
                                          
Somanassasahagataṁ ñāṇasampayuttaṁ sasaṁkhārikam ekaṁ.
                                          
소-마낫사 사하가땅 나-나 삼빠윳땅 사상카-리깜 에-깡
                                          
One consciousness, accompanied by joy, associated with knowledge, prompted.
                                    
      3. 기쁨이 함께한, 지혜와 결합하지 않은, 자극받지 않은 마음
                                          
Somanassasahagataṁ ñāṇavippayuttaṁ asaṁkhārikam ekaṁ.
                                          
소-마낫사 사하가땅 나-나 윕빠윳땅  아상카-리깜 에-깡
                                          
One consciousness, accompanied by joy, dissociated from knowledge, unprompted.
                                    
      4. 기쁨이 함께한, 지혜와 결합하지 않은, 자극받은 마음
                                          
Somanassasahagataṁ ñāṇavippayuttaṁ sasaṁkhārikam ekaṁ.
                                          
소-마낫사 사하가땅 나-나 윕빠윳땅  사상카-리깜 에-깡
                                          
One consciousness, accompanied by joy, dissociated from knowledge, prompted.
                                    
      5. 평온이 함께한, 지혜와 결합한, 자극받지 않은 마음
                                          
Upekkhāsahagataṁ ñāṇasampayuttaṁ asaṁkhārikam ekaṁ.
                                          
우뻭카- 사하가땅 나-나 삼빠윳땅  아상카-리깜 에-깡
                                          
One consciousness, accompanied by equanimity, associated with knowledge, unprompted.
                                    
      6. 평온이 함께한, 지혜와 결합한, 자극받은 마음
                                          
Upekkhāsahagataṁ ñāṇasampayuttaṁ sasaṁkhārikam ekaṁ.
                                          
우뻭카- 사하가땅 나-나 삼빠윳땅  사상카-리깜 에-깡
                                          
One consciousness, accompanied by equanimity, associated with knowledge, prompted.
                                    
      7. 평온이 함께한, 지혜와 결합하지 않은, 자극받지 않은 마음
                                          
Upekkhāsahagataṁ ñāṇavippayuttaṁ asaṁkhārikam ekaṁ.
                                          
우뻭카- 사하가땅 나-나 윕빠윳땅  아상카-리깜 에-깡
                                          
One consciousness, accompanied by equanimity, dissociated from knowledge, unprompted.
                                    
      8. 평온이 함께한, 지혜와 결합하지 않은, 자극받은 마음
                                          
Upekkhāsahagataṁ ñāṇavippayuttaṁ sasaṁkhārikam ekaṁ.
                                          
우뻭카- 사하가땅 나-나 윕빠윳땅  사상카-리깜 에-깡
                                          
One consciousness, accompanied by equanimity, dissociated from knowledge, prompted.

### 색계 마음
- 색계 마음 一 15가지 一 누적 69가지
      - 색계 유익한 마음 一 5가지 一 누적 59가지
                     1. 일으킨 생각 · 지속적 고찰 · 희열 · 행복 · 집중이 함께하는 초선의 유익한 마음
    2. 지속적 고찰 · 희열 · 행복 · 집중이 함께하는 제2선의 유익한 마음
    3. 희열 · 행복 · 집중이 함께하는 제3선의 유익한 마음
    4. 행복 · 집중이 함께하는 제4선의 유익한 마음
    5. 평온 · 집중이 함께하는 제5선의 유익한 마음

  - 색계 과보의 마음 一 5가지 一 누적 64가지
                     1. 일으킨 생각 · 지속적 고찰 · 희열 · 행복 · 집중이 함께하는 초선의 과보의 마음
    2. 지속적 고찰 · 희열 · 행복 · 집중이 함께하는 제2선의 과보의 마음
    3. 희열 · 행복 · 집중이 함께하는 제3선의 과보의 마음
    4. 행복 · 집중이 함께하는 제4선의 과보의 마음
    5. 평온 · 집중이 함께하는 제5선의 과보의 마음

  - 색계 작용만 하는 마음 一 5가지 一 누적 69가지
                     1. 일으킨 생각 · 지속적 고찰 · 희열 · 행복 · 집중이 함께하는 초선의 작용만 하는 마음
    2. 지속적 고찰 · 희열 · 행복 · 집중이 함께하는 제2선의 작용만 하는 마음
    3. 희열 · 행복 · 집중이 함께하는 제3선의 작용만 하는 마음
    4. 행복 · 집중이 함께하는 제4선의 작용만 하는 마음
    5. 평온 · 집중이 함께하는 제5선의 작용만 하는 마음

### 무색계 마음
- 무색계 마음 一 12가지 一 누적 81가지
      - 무색계 유익한 마음 一 4가지 一 누적 73가지
                     1. 공무변처의 유익한 마음
    2. 식무변처의 유익한 마음
    3. 무소유처의 유익한 마음
    4. 비상비비상처의 유익한 마음

  - 무색계 과보의 마음 一 4가지 一 누적 77가지
                     1. 공무변처의 과보의 마음
    2. 식무변처의 과보의 마음
    3. 무소유처의 과보의 마음
    4. 비상비비상처의 과보의 마음

  - 무색계 작용만 하는 마음 一 4가지 一 누적 81가지
                     1. 공무변처의 작용만 하는 마음
    2. 식무변처의 작용만 하는 마음
    3. 무소유처의 작용만 하는 마음
    4. 비상비비상처의 작용만 하는 마음

### 출세간의 마음
- 출세간의 마음 一 8가지 一 누적 89가지
      - 출세간의 유익한 마음 一 4가지 一 누적 85가지
                     1. 예류도의 마음
    2. 일래도의 마음
    3. 불환도의 마음
    4. 아라한도의 마음

  - 출세간의 과보의 마음 一 4가지 一 누적 89가지
                     1. 예류과의 마음
    2. 일래과의 마음
    3. 불환과의 마음
    4. 아라한과의 마음

## 같이 보기
- 마음의 5수 분별
- 고귀한 마음
- 과보의 마음
- 무기의 마음
- 무색계 마음
- 색계 마음
- 선정의 마음
- 세간의 마음
- 아름다운 마음
- 아름답지 않은 마음
- 욕계 마음
- 욕계 아름다운 마음
- 원인 없는 마음
- 유익한 마음
- 출세간의 마음
- 해로운 마음